# Adventivní orgán

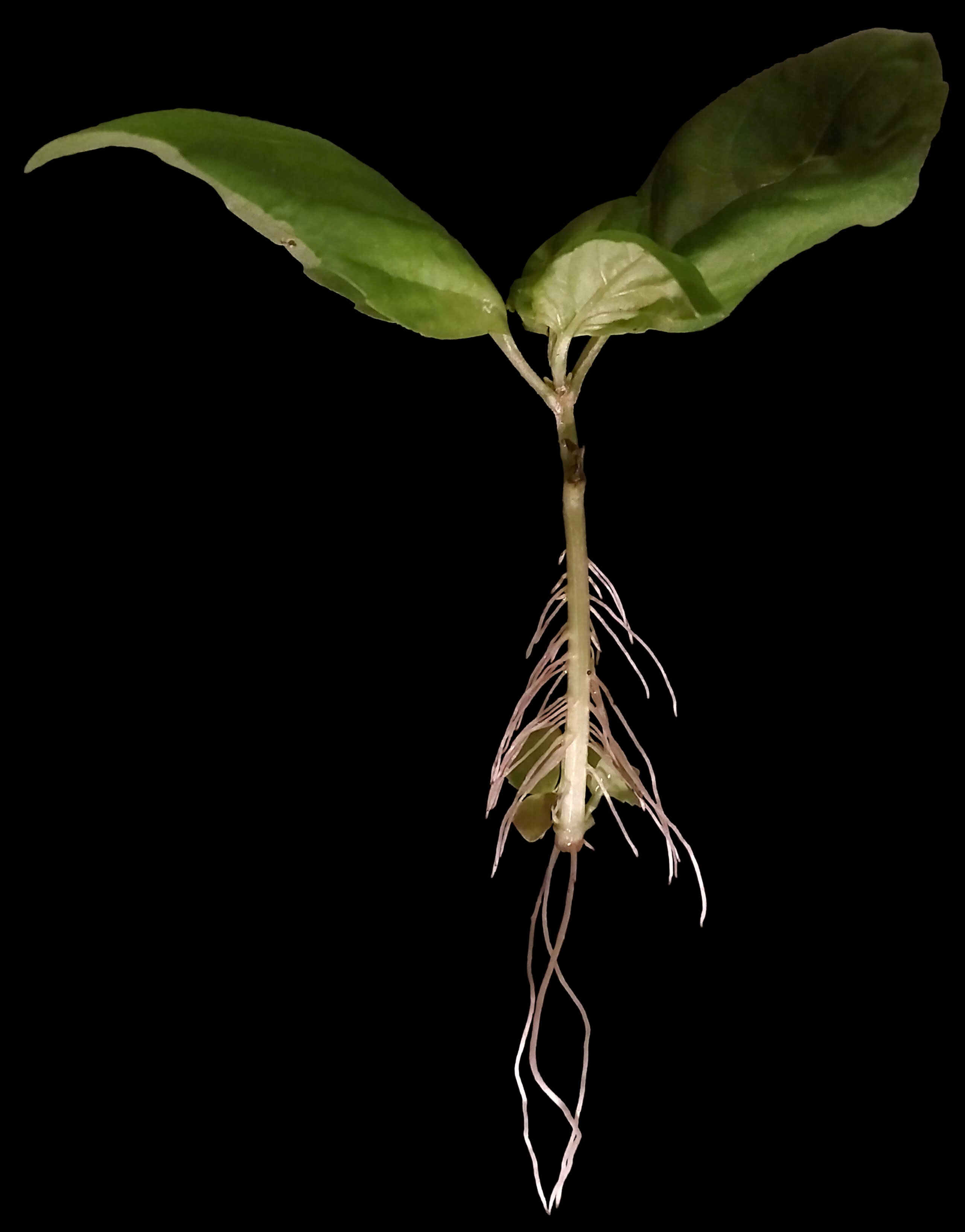
Při nepohlavním množení rostlin, tzv. řízkování, se v místě styku pletiva s vodou - v tomto případě stonek - generují kořeny. Na obrázku je řízek bazalky pravé (Ocimum basilicum)

Adventivní je označení pro nahodilý nebo pomocný rostlinný orgán, vyrůstající na neobvyklém místě. Příkladem jsou adventivní pupeny, nacházející se na kmeni, či větvi, jinde než v úžlabí listů a objevující se až ve chvíli ztráty jiných pupenů. Adventivní kořeny vznikají jinde než jako pokračování hlavního stonku. Tyto orgány vznikají na rostlině v místě, které není pro ně typické – může docházet k vytváření pravidelných abnormit (obligátní adventivní orgány).
Adventivní orgány se vytváří jako náhrada za orgány, které byly ztraceny například při poranění. Základy kořenů nebo pupenů se vytvoří z buněk, které již byly specializovány na nějakou jinou funkci (např. z buněk pokožky nebo z listového mezofylu).
Adventivní orgány mají význam například při vegetativním rozmnožování a řezu rostlin, zejména při zmlazování.